# 十里长滩区
十里长滩区为1950年至1952年绥远省伊克昭盟直属管辖的一个县级行政区。今为准格尔旗薛家湾镇的一部分。

## 历史
清乾隆四十八年(1783年)，河西十里长滩划归河曲县代管。同治七年(1868年)河西大辿(上村)、灰口、大口、韭菜墕、小红沟、李家坪等属河曲县河西第一牌(河曲县代管的河西蒙古地共设立八个牌129个村)。民国七年(1918年)河西大辿(上村)、灰口、大口、小红沟、马栅、榆树湾属河曲县第四区。1940年，八路军控制了黄河以东的河曲县城城关，国民政府山西省河曲县署退驻黄河以西的本县四区，驻长滩镇。1948年1月15日，人民解放军绥蒙军区骑兵旅及晋绥3个步兵团踏冰过黄河突袭了长滩镇，消灭了山西省第八行政督察专员公署及保安司令部。河西大口、马栅、榆树湾属河曲县第四区。
1950年6月1日，河曲县第四区榆树湾、马栅、长滩、大辿、连同原属陕西府谷的小辿，划归伊克昭盟管辖，为伊克昭盟直属“十里长滩区”。1950年9月十里长滩区划归准格尔旗为第13区。后为长滩乡、马栅乡。2006年撤销长滩乡建制，并入薛家湾镇、龙口镇。
大辿、小辿现称大占村、小占村，隶属于龙口镇